# Wüstenkobras
Die Wüstenkobras (Walterinnesia) sind eine Gattung der Giftnattern (Elapidae) innerhalb des Tribus der Hemibungarini, zu denen die Schwarze Wüstenkobra (Walterinnesia aegyptia) und die seit 2007 als eigenständige Art betrachtete Walterinnesia morgani zählen.

## Beschreibung
Wüstenkobras erreichen im Normalfall eine Länge von 90 bis 120 cm. Eine deutliche Abgrenzung zu den Kobras der Gattung Naja erfolgt durch das Fehlen des charakteristischen Nackenschildes. Des Weiteren sind die Schuppen auf der vorderen Hälfte des Körpers und des Schwanzes deutlich gekielt, diese Kielung fehlt bei denen der hinteren Körperhälfte. Die Wüstenkobras verfügen über eine relativ breite und abgeflachte Schnauze, bei der der Zügelschild (scutum loreale) fehlt.

## Verbreitung und Lebensraum
Die Wüstenkobras sind im Nahen Osten heimisch, wobei das Verbreitungsgebiet vom östlichen Ägypten über Israel, Jordanien, Syrien, den Libanon und den Irak bis in den westlichen Iran sowie die Arabische Halbinsel reicht.
Sie bevorzugen sandige und steinige Wüstengebiete mit häufig sehr spärlichem Buschwuchs, um sich leicht eingraben zu können. Man trifft sie allerdings auch in feuchten Oasen, verwilderten Gärten und alten Ruinen an. Tagsüber verstecken sie sich unter Felsen und Gestein, in Erdspalten und in Kleintierbauten.

## Lebensweise
Diese Schlangen sind fast ausschließlich in der Dämmerung und Nacht aktiv, wohingegen sie sich am Tage an sonnengeschützten Orten verstecken. Da sie meist unterirdisch leben, kommen Wüstenkobras nur sehr selten mit Menschen in Kontakt. Erschreckt man sie, rollen sie sich zusammen und halten den Kopf unter den Körperschlingen versteckt. Fühlen sie sich jedoch bedroht, folgen ein lautes Zischen und meist mehrere Bisse zur Verteidigung. Durch das schlechte Sehvermögen, verlassen sie sich bei der Jagd fast ausschließlich auf ihren Geruchssinn.
Die Hauptnahrungsquelle der Wüstenkobras stellen Echsen, kleinere Schlangen, Lurche und verschiedene Kröten, Langschwanzmäuse sowie Vögel dar.
Über die Fortpflanzung der Wüstenkobras ist wenig bekannt, allerdings ist man sicher, dass sie ovipar sind und die Jungschlangen im September schlüpfen.

## Systematik
Die Wüstenkobras beinhalten zwei beschriebene Arten:
- Schwarze Wüstenkobra (Walterinnesia aegyptia Lataste, 1887)
- Walterinnesia morgani (Mocquard, 1905)

Dabei wurde Walterinnesia morgani 2007 von Göran Nilson und Nasrullah Rastegar-Pouyani für die östlicheren Verbreitungsgebiete im Iran, Irak und dem östlichen Saudi-Arabien genutzt und so von der Schwarzen Wüstenkobra im westlichen Teil des Verbreitungsgebietes getrennt.